# Kotiteollisuus
Kotiteollisuus är ett finskt hårdrocksband från Villmanstrand som sjunger på finska. Gruppen bildades 1991.

## Medlemmar

### Nuvarande
- Jouni Hynynen (gitarr, sång)
- Janne Hongisto (bas)
- Jari Sinkkonen (trummor)

### Före detta
- Aki Virtanen (gitarr)
- Marko Annala (gitarr)

## Diskografi

### Studioalbum
- Hullu ukko ja kotiteollisuus (1996)
- Aamen (1998)
- Eevan perintö (1999)
- Tomusta ja tuhkasta (2000)
- Kuolleen kukan nimi (2002)
- Helvetistä itään (2003)
- 7 (2005)
- Iankaikkinen (2006)
- Sotakoira (2008)
- Ukonhauta (2009)
- Kotiteollisuus (2011)

### Singles
- Noitavasara (promo) (1996)
- Kuulohavaintoja (1997)
- Routa ei lopu (1998)
- Juoksu (1998)
- Eevan perintö (1999)
- Jos sanon (2000)
- Kädessäni (2001) (2000)
- Yksinpuhelu (2001)
- Rakastaa/ei rakasta (2002)
- Vuonna yksi ja kaksi (2002)
- ±0 (2002)
- Routa ei lopu (on ilmoja pidelly) (2003)
- Helvetistä itään (2003)
- Minä olen (2003)
- Tämän taivaan alla (2004)
- Kultalusikka (2004)
- Vieraan sanomaa (2005)
- Kaihola (2005)
- Arkunnaula (2006)
- Vapaus johtaa kansaa (2006) feat. CMX & 51Koodia
- Tuonelan koivut  (2007)
- Kummitusjuna (2007)
- Mahtisanat (2009)